# Toyohiko Kagawa
Toyohiko Kagawa (Kobe, Japón, 10 de julio de 1888-Tokio 23 de abril de 1960) fue un escritor y activista cristiano japonés. 
Huérfano desde muy joven, vivió primero con su madrastra viuda y luego con un tío. Se inscribió en una clase de Biblia con el fin de aprender inglés, y en su adolescencia se convirtió al cristianismo y fue repudiado por su familia. En su juventud, asistió al Presbyterian College en Tokio durante tres años. Decidió que tenía vocación para ayudar a los pobres y, con el fin de hacerlo de manera eficaz, resolvió vivir como uno de ellos. En consecuencia, desde 1910 hasta 1924 vivió en un cobertizo de seis pies cuadrados (aproximadamente 180 cm) en los suburbios de Kobe. En 1912 sindicaliza a los trabajadores de los astilleros. Pasó dos años (1914-1916) en la Universidad de Princeton para estudiar técnicas para el alivio de la pobreza. En 1918 y 1921 se organizaron los sindicatos entre los trabajadores de fábricas y entre los agricultores. Trabajó en favor del sufragio universal masculino, que fue concedido en 1925, y para mejorar las leyes favorables a los sindicatos.
En 1923 se le pidió que supervisara el trabajo social en Tokio. Sus escritos comenzaron a atraer la atención favorable del gobierno japonés y en el extranjero. Estableció cooperativas de crédito, escuelas, hospitales e iglesias, y escribió y habló extensamente sobre la aplicación de los principios cristianos a la organización de la sociedad.
Fundó la Liga Antiguerra y, en 1940, fue detenido después de disculparse públicamente ante China por la invasión japonesa de ese país. En el verano de 1941 visitó los Estados Unidos en un intento de evitar la guerra entre Japón y Estados Unidos. Después de la guerra, a pesar de sus problemas de salud, se dedicó a la reconciliación entre los ideales y procedimientos democráticos con la cultura tradicional japonesa. Murió en Tokio 23 de abril de 1960.
Entre su novela autobiográfica Across the Death Line (1924), que tuvo un sorprendente éxito editorial, y la que puede considerarse su obra cumbre, Cosmic Purpose, las obras completas de Kagawa incluyen más de 300 títulos.
Kagawa fue candidato al Premio Nobel de Literatura (1947 y 1948) y al Premio Nobel de la Paz (1954, 1955, 1956 y 1960).